# Anacamptis sancta
Espèce
Statut de conservation UICN

 LC  : Préoccupation mineure
Anacamptis sancta est une espèce d'Orchidées du genre Anacamptis.